# 羅克維爾鎮區 (堪薩斯州賴斯縣)
羅克維爾鎮區（英語：Rockville Township）為美國堪薩斯州賴斯縣轄下的鎮區。2010年美国人口普查中此鎮區人口有144人。

## 地理
羅克維爾鎮區涵蓋總面積為93.7平方（36.17平方英里），其中陸地面積為93.7平方（36.16平方英里），水域面積為0.026平方（0.01平方英里）或0.03%。

## 人口統計
根據2010年美國人口普查，羅克維爾鎮區人口有144人，其中男性有68人，女性有76人，人口密度為每平方公里1.54人，住房計51戶。鎮區內的白人有140人，非裔美國人有0人，美洲原住民有0人，亞裔美國人有1人，太平洋島裔美國人有0人，其他種族有0人，混血種族則有3人。此外鎮區內有0人為西班牙裔或拉丁裔美國人。此鎮區之年齡中位數為41.5歲，而男性年齡中位數為42.5歲，女性年齡中位數為40.5歲。